# Bulgarian Association of Music Producers
La Bulgarian Association of Music Producers (BAMP; in bulgaro Българската асоциация на музикалните продуценти, БАМП?, Bălgarskata asociacija na muzikalnite producenti) è un'organizzazione non governativa non a scopo di lucro che rappresenta l'industria musicale della Bulgaria e i musicisti, interpreti, autori e compositori che ne fanno parte. È membro dell'International Federation of the Phonographic Industry a partire dal 1999.
Dal giugno 2008 al 2014 l'associazione stilava settimanalmente due classifiche radiofoniche: una generale e una nazionale; dal 2017 le classifiche sono pubblicate sul sito della Prophon.

## Certificazioni di vendita
La BAMP assegna certificazioni sulle base delle vendite fisiche e digitali attraverso i seguenti criteri:

### Album
Fino al 2010
- Repertorio nazionale:
  - Oro: 15 000 copie
  - Platino: 30 000 copie

- Repertorio internazionale:
  - Oro: 10 000 copie
  - Platino: 15 000 copie

Dal marzo 2015
- Oro: 1 000 copie
- Platino: 2 000 copie